# Marcin Dymkowski
Marcin Dymkowski (ur. 10 maja 1981) – były polski piłkarz występujący na pozycji obrońcy. Obecnie jest trenerem Śląska Wrocław.
Rozegrał 127 spotkań w Ekstraklasie, głównie w barwach Odry Wodzisław. Strzelił w nich w sumie pięć bramek. Jego debiut w I lidze miał miejsce 21 sierpnia 2004 r. w meczu pomiędzy drużynami Odry Wodzisław i Cracovii, wygranym przez drużynę z Wodzisławia 3:2. Oprócz tego reprezentował m.in. barwy Pogoni Szczecin czy Lecha Poznań. Ostatni sezon w profesjonalnym futbolu rozegrał na przełomie 2012 i 2013 roku w barwach Calisii Kalisz.